# Uriel Álvarez
Uriel Álvarez Rivera (1 de mayo de 1990; Acapulco, Guerrero) es un futbolista mexicano, juega de defensor y se encuentra sin club. 

## Trayectoria
Uriel debutó con el Club Santos Laguna ante el Cruz Azul en la cual anotó un tres goles y su equipo ganó 3 - 2, y desde entonces se ha mantenido en el plantel del cuadro lagunero, alternando en la titularidad de manera frecuente. 
En el Apertura 2011 jugó para el Club Puebla y en el Apertura 2012 para Veracruz. Jugó un año con el equipo de Atlético Morelia.

## Clubes
| Club                        | País   | Año         | Partidos |
| --------------------------- | ------ | ----------- | -------- |
| Santos Laguna               | México | 2009 - 2011 | 49       |
| Puebla FC                   | México | 2011        | 0        |
| Tiburones Rojos de Veracruz | México | 2012        | 9        |
| Atlético Morelia            | México | 2012 - 2013 | 30       |
| Chiapas Fútbol Club         | México | 2013 - 2014 | 15       |
| Puebla F.C                  | México | 2014 - 2015 | 11       |
| Dorados                     | México | 2015        | 0        |
| Tijuana                     | México | 2015 - 2016 | 9        |
| Atlético San Luis           | México | 2016        | 17       |
| Tampico Madero              | México | 2016 - 2017 | 17       |
| Atlante Fútbol Club         | México | 2018 - 2019 | 1        |